# Gabriel Koenigs
Gabriel Xavier Paul Koenigs, né à Toulouse le 17 janvier 1858 et mort à Paris le 29 octobre 1931, est un mathématicien français.

## Biographie
Il est élève à l'École normale supérieure de Paris, et soutient sa thèse de doctorat sur Les propriétés infinitésimales de l'espace réglé (1882). L'année suivante il est « caïman » à l'ENS avant d'obtenir un poste de maître de conférences de mécanique à la faculté des sciences de Besançon (1883) puis d'analyse à la faculté des sciences de Toulouse (1885). En 1886 il obtient la chaire de mécanique analytique du Collège de France et y enseignera jusqu'en 1895, date à laquelle il est nommé professeur de mécanique à la Sorbonne. Il est élu membre de l'Académie des sciences le 18 mars 1918 (section de mécanique).
Kœnigs a exploité certains résultats de mécanique analytique (découlant de la théorie des invariants intégraux de Poincaré) pour ses propres recherches sur les moteurs thermiques. Outre la mécanique et la cinématique, il se consacra aussi à l'analyse mathématique (sur les itérées des fonctions analytiques, en 1884-85, dans la mouvance des recherches d’Ernst Schröder) et à la géométrie différentielle ; dans ce dernier domaine, il a été surtout influencé par les travaux de Darboux, Felix Klein et Julius Plücker sur les systèmes de coordonnées curvilignes.
Il collabora à l'édition française de l’Enzyklopädie der mathematischen Wissenschaften.
Au sortir de la Première Guerre mondiale, il est nommé secrétaire général du comité exécutif de la toute nouvelle Union mathématique internationale, fondée pour marginaliser scientifiquement l'Allemagne, l'Autriche, la Hongrie et les anciennes puissances de la Triplice ; il conservera ce poste jusqu'à sa mort. Avec d'autres mathématiciens français, il parvint, lors des Congrès international des mathématiciens tenus à Strasbourg (1920) puis à Toronto (1924) à isoler les savants allemands, et envisageait même de boycotter le Congrès de Bologne (1928), mais fut en butte à la détermination de Salvatore Pincherle et d'autres collègues. Il ignorait ceux qui critiquaient son attitude revancharde et refusait toute correspondance sur ce chapitre.
Depuis 1940, un boulevard de Toulouse porte son nom.

## Écrits
- Mémoire sur les lignes géodésiques, Paris: Imp. nationale. 1894.
- La Géométrie réglée et ses applications, Paris: Gauthier-Villars. 1895
- Leçons de cinématique, Paris: Hermann. 1897
- Introduction à une théorie nouvelle des mécanismes, Paris: Hermann. 1905
- Mémoires sur les courbes conjuguées dans le mouvement relatif le plus général de deux corps solides, 1910

## Publications
- Leçons de cinématique, A. Hermann, Paris, 1897, 500 p.
- Koenigs G. Recherches sur les intégrales de certaines équations fonctionnelles, Ann. École Normale, Suppl., 1884, (3)1.